# Tempel des Zeus Kyrios

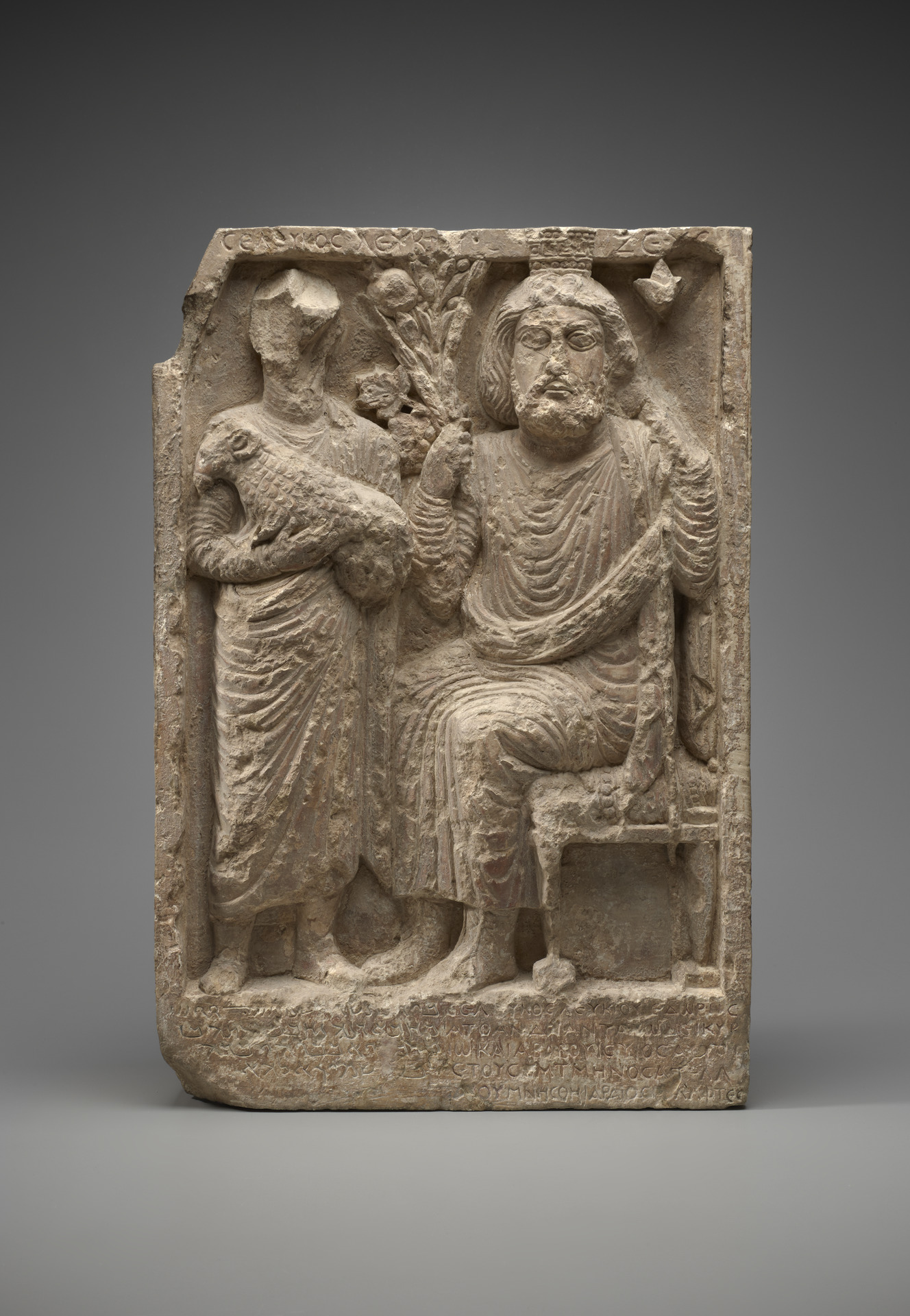
Die Stele aus dem Tempel

Der Tempel des Zeus Kyrios steht im syrischen Dura Europos und wurde wahrscheinlich im 1. Jahrhundert n. Chr. errichtet. Er wurde 1934 von einer amerikanisch-französischen Expedition ausgegraben.
Das kleine Heiligtum ist direkt an einen Turm der Stadtmauer im Westen der Stadt angelehnt. Diese Lage scheint bewusst gewählt worden zu sein; im syrischen Raum sind Türme als Teil der Tempelarchitektur gut bezeugt.
Es handelt sich um den kleinsten bisher in Dura Europos ausgegrabenen Tempel. Bei seiner Gründung bestand er nur aus einem gegen die Stadtmauer errichteten Raum mit einem an die Mauer angelehnten Altar. In einer zweiten Bauphase wurden im Norden zwei weitere Räume hinzugefügt. Sie hatten einen eigenen getrennten Eingang und waren mit Bänken ausgestattet. Auch in der letzten Bauphase hatte der Bau drei Räume, allerdings wurde der eigentliche Kultraum mit dem Altar stark erweitert. Es handelte sich nun um eine große, lange Halle, die eventuell kein Dach hatte und daher besser als Hof zu bezeichnen ist. Nördlich davon befanden sich zwei kleinere Räume, wobei es sich um einen Eingangskorridor mit Tür zur Straße und einen Raum, der an allen Seiten mit Bänken ausgestattet ist, handelte. Der ganze Bau war in dieser Phase 15,8 m lang.
Im Heiligtum fand sich eine Stele, bei der es sich entweder um das Kultbild oder um ein Weiherelief handelt. Die Stele zeigt Zeus sitzend und den Stifter, bei dem es sich um einen Mann aus Palmyra handelt. Die Stele trägt eine palmyrenischsprachige Inschrift und ist dieser zufolge im Jahr 31 n. Chr. von einem gewissen Baratheh, Sohn des Luke, und seinem Sohn Abubuhi errichtet worden. Als Gott wird Ba’al-Schamen genannt. Eine griechische Inschrift nennt den griechischen Namen des Stifters: Seleukos, Sohn des Leukios. In einer kurzen griechischen Beischrift wird der Gott auf der Stele als Zeus bezeichnet. In einer längeren griechischen Inschrift auf der Stele werden wiederum Seleukos, eine Datierung und der Gott, der hier als Kyrios erscheint, genannt.